# Beerabbi, Hadagalli
Beerabbi là một làng thuộc tehsil Hadagalli, huyện Bellary, bang Karnataka, Ấn Độ.